# Natural Bond Orbital
In der Quantenchemie entspricht ein Natural Bond Orbital (NBO, deutsch „natürliche Bindungsorbitale“) einem berechneten bindenden Orbital mit maximaler Elektronendichte. Dabei sind die NBOs Teil einer Sequenz aus natürlichen, lokalisierten Orbitalen. Weitere Teile dieser Sequenz sind die Natural Atomic Orbitals (NAO, „natürliche Atomorbitale“), die Natural Hybrid Orbitals (NHO, „natürliche Hybridorbitale“), und die Natural (semi-)Localized Molecular Orbitals (NLMO, „natürliche (halb-)lokalisierte Orbitale“). Diese lassen sich allesamt zwischen Atomorbitalen (AO) und Molekülorbitalen (MO) einordnen:
AO → NAO → NHO → NBO → NLMO → MO
Natürliche (lokalisierte) Orbitale werden in der Computerchemie genutzt, um die Verteilung der Elektronendichte in Atomen sowie in Bindungen zu analysieren. Dabei entsprechen sie dem „maximalen-Besetzungscharakter“ in lokalisierten 1- und 2-Zentrenregionen innerhalb des Moleküls. NBOs enthalten den höchsten Anteil an Elektronendichte, der im Idealfall nahe 2,000 liegt, und bieten die akkurateste mögliche “natürliche Lewisstruktur” von ψ. Die Höhe des Prozentsatzes an Elektronendichte (angegeben als %-ρL) korrespondiert dabei mit der Akkuratesse der natürlichen Lewisstruktur. Bei gewöhnlichen organischen Molekülen liegt er oft bei über 99 %.
Das Konzept der natürlichen Orbitale wurde 1955 erstmals von Per-Olov Löwdin eingeführt, um den einmaligen Satz an orthonormalen 1-Elektronfunktionen zu beschreiben, der für die N-Elektronenwellenfunktion intrinsisch ist.

## Theorie
Jedes bindende NBO σAB (der Donor) kann als Summe des Produkts von zwei gerichteten Valenzhybridorbitalen (NHOs) hA, hB der Atome A and B mit den korrespondierenden Koeffizienten cA, cB beschrieben werden:
σAB = cA hΑ + cB hB
Der Bindungscharakter variiert dabei fließend von kovalent (cA = cB) bis ionisch (cA ≫ cB).
Jedes bindende Valenz-NBO σ muss dabei mit einem korrespondierenden antibindenden Valenz-NBO σ* (der Akzeptor) gepaart sein, um die gesamte Spanne des Valenzraumes zu vervollständigen:
σAB* = cA hΑ − cB hB
Die bindenden NBOs sind dabei „Lewisorbital“-artig und ihre Besetzungszahl ist in etwa 2. Die antibindenden NBOs sind „nicht-Lewisorbital“-artig, ihre Besetzungszahl ist nahe 0. In einer idealisierten Lewisstruktur, werden vollständig besetzte Lewisorbitale mit zwei Elektronen von formal leeren (unbesetzten) nicht-Lewisorbitalen ergänzt. Geringfügige Besetzungen der antibindenden Valenzorbitale signalisieren irreduzible Abweichungen von einer ideal lokalisierten Lewisstruktur, was letzten Endes Delokalisation der Elektronen bedeutet.

## Lewisstrukturen

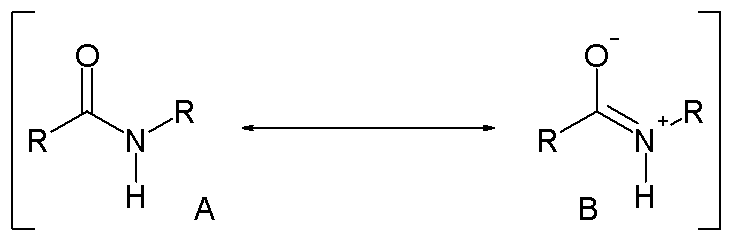
Resonanzstrukturen von Amiden

Mit einem Computerprogramm, das NBOs berechnen kann, kann die optimale Lewisstruktur gefunden werden. Diese wiederum kann als diejenige mit der höchsten elektronischen Ladung innerhalb von Lewisorbitalen (Lewis Ladung) definiert werden. Eine geringe elektronische Ladung in Lewisorbitalen deutet auf eine starke Elektronendelokalisation hin.
In Resonanzstrukturen können sowohl mehr oder weniger beitragende Strukturen existieren. Für Carbonsäureamide zeigen NBO-Analysen beispielsweise, dass die Struktur mit einer Doppelbindung in der Carbonylgruppe die dominante Lewisstruktur ist. Allerdings wird in NBO-Rechnungen die kovalent-ionische Resonanzstruktur aufgrund der Einbeziehung von Bindungspolaritäten in den Resonanzstrukturen nicht benötigt. Dies ähnelt anderen Methoden der modernen Valenzbindungstheorie.